# История болгарского языка
История болгарского языка делится на четыре отчетливых периода:
- предписьменный, до IX века — период праславянского языка;
- древнеболгарский, IX—XII века — период старославянского (староболгарского) языка;
- среднеболгарский, XII—XVI века — язык Второго Болгарского царства;
- новоболгарский, XVI век — стандартизированный болгарский язык[1].

Так называемые «дамаскины» играют большую роль в формировании современного болгарского языка.